# Veľká Lodina
Veľká Lodina este o comună slovacă, aflată în districtul Košice-okolie din regiunea Košice. Localitatea se află la altitudinea de 255 m deasupra n.m., se întinde pe o suprafață de 19,72 km2 și în 2017 număra 287 de locuitori.

## Istoric
Localitatea Veľká Lodina este atestată documentar din 1423.

## Demografie
| An:                | 1994 | 2004    | 2014   | 2024    |
| ------------------ | ---- | ------- | ------ | ------- |
| Număr de persoane: | 226  | 253     | 274    | 321     |
| Diferență:         |      | +11,94% | +8,30% | +17,15% |

| An:                | 2023 | 2024   |
| ------------------ | ---- | ------ |
| Număr de persoane: | 318  | 321    |
| Diferență:         |      | +0,94% |